# Nukus
Nukús (en karakalpako: Nökis) es la sexta mayor ciudad de Uzbekistán y la capital de la República de Karakalpakistán. Su población es de 271 400 habitantes, según lo estimado en el censo de 2010.

## Historia
Nukús se desarrolló a partir de un asentamiento en 1932 convirtiéndose en una moderna ciudad soviética con amplias avenidas e importantes edificios públicos; sin embargo, el aislamiento de la ciudad la convirtió en objetivo de Instituto de Investigación Química del Ejército Rojo, donde se desarrolló un centro de desarrollo de armas químicas.

## Problemas ecológicos
Con la caída de la Unión Soviética y el creciente desastre ecológico del mar de Aral, la ciudad no pasa por su mejor momento. La contaminación del área circundante por los vientos salinos y con partículas de pesticidas procedentes del lecho seco del mar de Aral han convertido los alrededores de la ciudad en un erial, con altos grados de problemas respiratorios, cáncer y deformidades en los recién nacidos.

## Sobre la ciudad
Nukus es la cuna del arte de Karakalpakistán. El museo del Estado alberga una colección de artefactos recuperados en investigaciones arqueológicas, tradicionalmente joyería, trajes e instrumentos musicales y ofrece una muestra de la flora y fauna del área del mar de Aral y su problemática ambiental. El museo de arte Ígor Savitski es conocido por su colección de arte ruso y uzbeko de 1918-1935. Stalin trató de eliminar todo el arte no soviético de este período, enviando a la mayor parte de los artistas a los campos del Gulag. La colección de Nukús sobrevivió por lo remoto del emplazamiento de la ciudad.